# Hege Frøseth
Hege Kirsti Frøseth Bjørnebye, född 20 december 1969 i Trondheim, är en norsk före detta handbollsmålvakt. Hon är gift med tidigare fotbollsspelaren Stig Inge Bjørnebye.
Hon tog OS-silver i damernas turnering i samband med de olympiska handbollstävlingarna 1992 i Barcelona.